# Ulrich Weinzierl
Ulrich Weinzierl (* 7. März 1954 in Wien; † 13. Jänner 2023 ebenda) war ein österreichischer Germanist und Journalist, der lange für die Frankfurter Allgemeine Zeitung tätig war. Er galt als Spezialist zu Leben und Werk von Alfred Polgar.

## Leben
Weinzierl war der jüngere von zwei Söhnen des Physikers Peter Weinzierl (1923–1996) und der Historikerin Erika Weinzierl (1925–2014). Sein Bruder war der Historiker Michael Weinzierl (1950–2002).
Er studierte Germanistik und Kunstgeschichte in Wien. 1977 wurde er an der Universität Wien mit einer Dissertation über Alfred Polgar promoviert. Nach Tätigkeiten als Verlagslektor und als Literaturkritiker der Frankfurter Allgemeinen Zeitung wurde Weinzierl 1984 deren Kulturkorrespondent in Österreich und 1987 deren Feuilleton-Redakteur. Im Jahr 2000 wechselte er zur Tageszeitung Die Welt.
Weinzierl beschäftigte sich vor allem mit der österreichischen Literatur ab 1900. Ein Schwerpunkt lag dabei auf dem Zeitraum 1918 bis 1945. Neben seinen Büchern über Alfred Polgar (u. a. Zusammenarbeit mit Marcel Reich-Ranicki) verfasste er auch biografische Werke über die Schriftsteller Carl Seelig, Hugo von Hofmannsthal, Arthur Schnitzler und Stefan Zweig. Wiederholt war er Juror beim Ingeborg-Bachmann-Preis. 2001 wurde er Mitglied der Deutschen Akademie für Sprache und Dichtung, von der er fünf Jahre zuvor mit dem Johann-Heinrich-Merck-Preis ausgezeichnet worden war.
Er trat darüber hinaus ab 1979 als Autor beim Dokumentationsarchiv des österreichischen Widerstandes in Erscheinung, wo er sich insbesondere mit Exilliteratur beschäftigte.
Eines seiner letzten größeren Projekte war die vierbändige Werkausgabe der österreichischen Schriftstellerin Hermynia zur Mühlen.

## Schriften
- Alfred Polgar. Dissertation, Wien 1977.
- Er war Zeuge, Alfred Polgar. Ein Leben zwischen Publizistik und Literatur. Wien 1978, ISBN 3-85392-018-7.
- Carl Seelig, Schriftsteller. Wien/München 1982, ISBN 3-85409-040-9.
- als Herausgeber: Versuchsstation des Weltuntergangs. Erzählte Geschichte Österreichs 1918–1938. Wien/München 1983, ISBN 3-224-11417-7.
- als Herausgeber: Februar 1934. Schriftsteller erzählen. Wien 1984 (3. Auflage, München 1986, ISBN 3-224-11435-5).
- als Bearbeiter: Österreicher im Exil. Frankreich: 1938–1945. Wien 1984, ISBN 3-215-05717-4.
- Alfred Polgar. Eine Biographie, Wien/München 1985 (3. Auflage, Wien 2005, ISBN 3-85409-423-X).
- als Bearbeiter und Herausgeber: Österreicher im Exil. Belgien 1938–1945. Wien 1987, ISBN 3-215-06259-3.
- als Herausgeber: Österreichs Fall. Schriftsteller berichten vom „Anschluss“. 2. Auflage, Wien/München 1988, ISBN 3-224-11429-0.
- als Herausgeber: Lächeln über seine Bestatter: Österreich. Österreichisches Lesebuch von 1900 bis heute. München/Zürich 1989, ISBN 3-492-11040-1.
- als Herausgeber: Stefan Zweig, Triumph und Tragik. Aufsätze, Tagebuchnotizen, Briefe. Frankfurt am Main 1992 (2. Auflage, Frankfurt am Main 1992, ISBN 3-596-10961-2).
- Arthur Schnitzler. Lieben, Träumen, Sterben. Frankfurt am Main 1994 (5. Auflage, Frankfurt am Main 1998, ISBN 3-596-13448-X).
- Hofmannsthal. Skizzen zu seinem Bild. Wien 2005 (3. Auflage unter dem Titel Hofmannsthal, Frankfurt am Main 2007, ISBN 978-3-596-17379-2 oder ISBN 3-596-17379-5).
- als Herausgeber: Alfred Polgar: Marlene. Bild einer berühmten Zeitgenossin. Paul Zsolnay Verlag (2. Auflage, Wien 2015, ISBN 3-552-05721-8 oder ISBN 978-3-552-05721-0).
- Stefan Zweigs brennendes Geheimnis. Zsolnay, Wien 2015, ISBN 978-3-552-05742-5.
- als Herausgeber: Hermynia Zur Mühlen: Werke, Paul-Zsolnay-Verlag, Wien 2019, ISBN 978-3-552-05926-9.

## Auszeichnungen
- 1989: Preis der Stadt Wien für Publizistik
- 1990: Österreichischer Staatspreis für Literaturkritik
- 1996: Johann-Heinrich-Merck-Preis der Deutschen Akademie für Sprache und Dichtung
- 2001: Alfred-Kerr-Preis des Börsenblatts für den Deutschen Buchhandel[6]
- 2006: ORF-Bestenliste (für Hofmannsthal im Februar)
- 2009: Preis der Frankfurter Anthologie